# Tętnica wieńcowa lewa

Tętnica wieńcowa lewa podpisana Left coronary artery (LCA).

Tętnica wieńcowa lewa, LCA (łac. arteria coronaria sinistra, ang. left coronary artery) – w anatomii człowieka jedna z dwóch (obok tętnicy wieńcowej prawej) tętnic krążenia wieńcowego zaopatrujących serce w krew.
Tętnica wieńcowa lewa zaczyna się w początkowym odcinku aorty wstępującej, w lewej zatoce aorty na poziomie wolnego brzegu lewego płatka półksiężycowatego zastawki aorty lub poniżej tego brzegu. Biegnie do przodu, ku dołowi i w stronę lewą pomiędzy lewym uszkiem serca a pniem płucnym. Po około 1 cm przebiegu rozdziela się na dwie gałęzie: gałąź okalającą (łac. ramus circumflexus, ang. circumflex branch, left circumflex artery, LCX), biegnącą w bruździe wieńcowej najpierw w lewo, a następnie na powierzchni przeponowej serca w prawo, pod koniec zakręcając ku dołowi; i gałąź międzykomorową przednią (łac. ramus interventricularis anterior, ang. left anterior descending artery, LAD), biegnącą ku dołowi w bruździe międzykomorowej przedniej aż do wcięcia koniuszka serca.
Tętnica wieńcowa lewa przed podziałem na dwie wyżej wymienione gałęzie końcowe oddaje dwa niewielkie odgałęzienia: jedno do lewego uszka, a drugie do ściany aorty. Gałąź okalająca oddaje gałązki wstępujące (przedsionkowe), unaczyniające przednią i tylną ścianę lewego przedsionka serca i gałązki zstępujące (komorowe), unaczyniające ściany lewej komory serca. Gałąź międzykomorowa przednia oddaje gałązki prawe unaczyniające część prawej komory serca, gałązki lewe do ściany lewej komory, a także gałęzie przegrodowe przednie, zaopatrujące w krew przednie ⅔ przegrody międzykomorowej. Jedna z prawych gałązek stanowi gałązkę stożka tętniczego lewego, która tworzy zespolenie z analogiczną gałązką stożka tętniczego prawego, odchodzącą od tętnicy wieńcowej prawej.